# Šinobu Sekine
Šinobu Sekine (20. září 1943 Óarai, Japonsko – 18. prosince 2018) byl japonský zápasník–judista, olympijský vítěz z roku 1972.

## Sportovní kariéra
Připravoval se na univerzitě Čuo v Tokiu, kde v roce 1966 vyhrál se školním týmem japonské mistrovství vysokých škol. Po vysokoškolských studií byl zaměstnancem Tokijské metropolitní policie. Připravoval se v dojo Šoki džuku vedené Isaem Okanem. V roce 1972 vyhrál jako zatím poslední střední váha vysoce prestižní japonské mistrovství bez rozdílu vah. V témže roce si zajistil nominaci na olympijské hry v Mnichově, kde však nestartoval v optimální formě. Ve čtvrtfinále vyřazovacího pavouku se protrápil v zápase s Novozélanďanem Rickem Littlewoodem – výhra na praporky (hantei) a v semifinále nestačil na O Sung-ipa z Jižní Koreje – prohra na praporky. Z oprav se probojoval do finálového kola, kde nejprve na praporky porazil Brita Briana Jackse v souboji o zlatou olympijskou medaili vrátil semifinálovou porážku O Sung-ipovi v poměru 2:1 na praporky. Sportovní kariéru ukončil v roce 1973, pracoval u policie a věnoval se trenérské a rozhodcovské práci. V roce 1996 se účastnil olympijských her v Atlantě jako rozhodčí.

## Výsledky

### Váhové kategorie
| Turnaj               | 1966         | 1967         | 1968         | 1969         | 1970         | 1971         | 1972         |
| Turnaj               | 23           | 24           | 25           | 26           | 27           | 28           | 29           |
| Turnaj               | střední váha | střední váha | střední váha | střední váha | střední váha | střední váha | střední váha |
| -------------------- | ------------ | ------------ | ------------ | ------------ | ------------ | ------------ | ------------ |
| Olympijské hry       |              |              |              |              |              |              | 1.           |
| Mistrovství světa    |              | —            |              | —            |              | —            |              |
| Mistrovství Asie     | 1.           |              |              |              | —            |              |              |
| Mistrovství Japonska | ?            |              | ?            | 3.           | ?            | 1.           | ?            |

### Bez rozdílu vah
| Turnaj               | 1966 | 1967 | 1968 | 1969 | 1970 | 1971 | 1972 |
| Turnaj               | 23   | 24   | 25   | 26   | 27   | 28   | 29   |
| -------------------- | ---- | ---- | ---- | ---- | ---- | ---- | ---- |
| Olympijské hry       |      |      |      |      |      |      | —    |
| Mistrovství světa    |      | —    |      | —    |      | 3.   |      |
| Mistrovství Asie     | 3.   |      |      |      | —    |      |      |
| Mistrovství Japonska | ?    | ?    | ?    | úč.  | úč.  | úč.  | 1.   |